# Trait belge américain
Le Trait belge américain est la population de la race du Trait belge qui a évolué indépendamment aux États-Unis. Ce cheval de trait dérive de chevaux de traction importés de Belgique, mais en raison de l'isolement et d'un élevage sélectif différent à partir du début du XXe siècle, il est devenu génétiquement distinct de son ancêtre. Il est généralement plus grand et moins lourdement bâti, et présente une répartition très différente des couleurs de robe. 

## Histoire
Le Belge américain provient de chevaux de chevaux de trait lourds de souche ardennaise, brabançonne et flamande importés de Belgique à la fin du XIXe siècle et au début du XXe siècle. Une association de race, la American Association of Importers and Breeders of Belgian Draft Horses (Association américaine des importateurs et éleveurs de chevaux de trait belges), est fondée en 1887 à Wabash, dans l'Indiana. 
Les exportations du Trait belge vers les États-Unis restent assez réduites jusqu'au début du XXe siècle. En 1903, le gouvernement belge exhibe des chevaux à la Foire de Saint-Louis, créant un engouement pour ce cheval. Cet élevage américain se répand alors peu à peu dans tout le pays.
Les importations cessent pendant la Première Guerre mondiale, reprennent dans les années 1930 et cessent de nouveau lorsque la Seconde Guerre mondiale éclate ; Erwin F. Dygert de l'Iowa a acheté un cheval de la dernière expédition en provenance d'Europe au début de la guerre.
À partir des années 1920, le Belge américain est élevé pour être un peu plus grand et plus léger que la souche européenne d'origine. Avec la mécanisation de l'agriculture dans les années d'après-guerre, la demande de chevaux de trait chute fortement. Les inscriptions annuelles du Belge américain sont tombées à quelques centaines par an. Les chiffres et la demande se sont progressivement rétablis.

## Description
Le Trait belge américain a considérablement évolué en type par comparaison au Trait belge dont il est issu. 

### Taille et poids

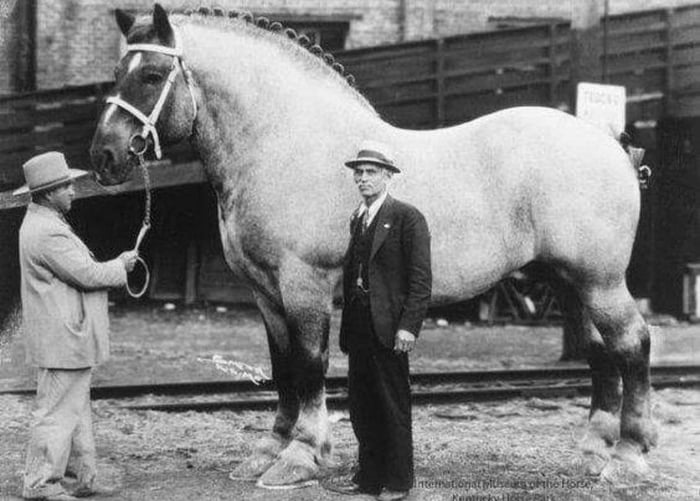
Brooklyn Supreme, Trait belge américain potentiel détenteur du record mondial du cheval le plus lourd.

Le Belge américain est plus grand que l'européen ; il peut atteindre une taille allant jusqu'à 1,90 m au garrot. Il est un peu plus grand et plus léger que le Trait belge, plus proche du Cheval flamand. 
Le record du monde du cheval le plus lourd pourrait être détenu par un Trait belge américain du nom de Brooklyn Supreme, qui pesait 1 451 kg pour une taille de 1,98 m et un tour de poitrine de 3,10 mètres. Big Jake, un hongre né en 2001, était répertorié par le Livre Guinness des records comme le plus grand cheval du monde de son vivant. 

### Morphologie

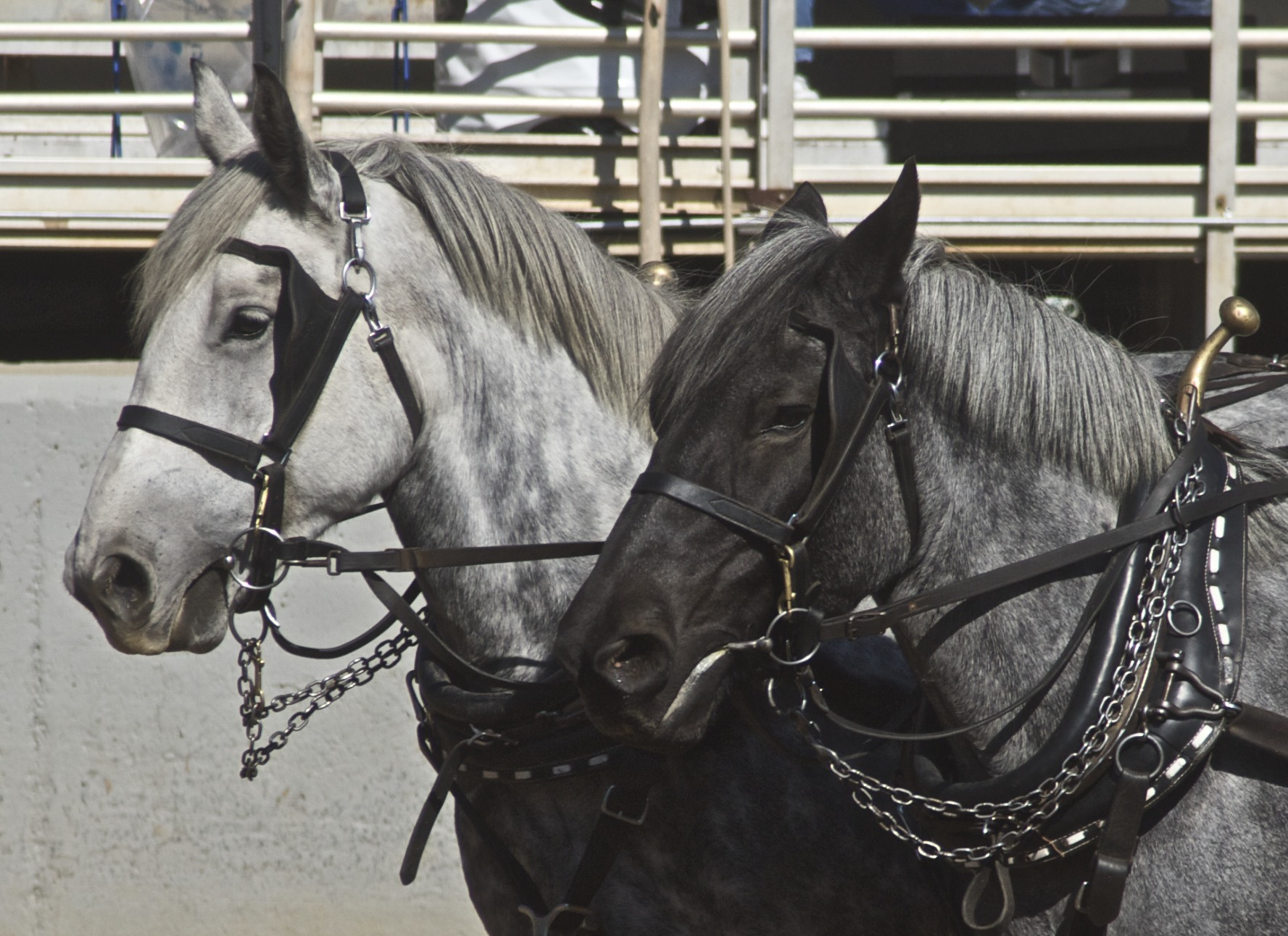
Têtes de Traits belges américains respectivement gris et noir rouan.

La tête est relativement petite et bien formée par rapport à celle des autres races de trait.

### Robe
La couleur la plus habituelle chez le Trait belge américain est un alezan clair avec une crinière et une queue plus claires, appelé en anglais « sorrel » ; les autres couleurs de robe possibles sont le bai, le noir, le gris, le bai-brun et le rouan. 

Robes du Trait belge américain
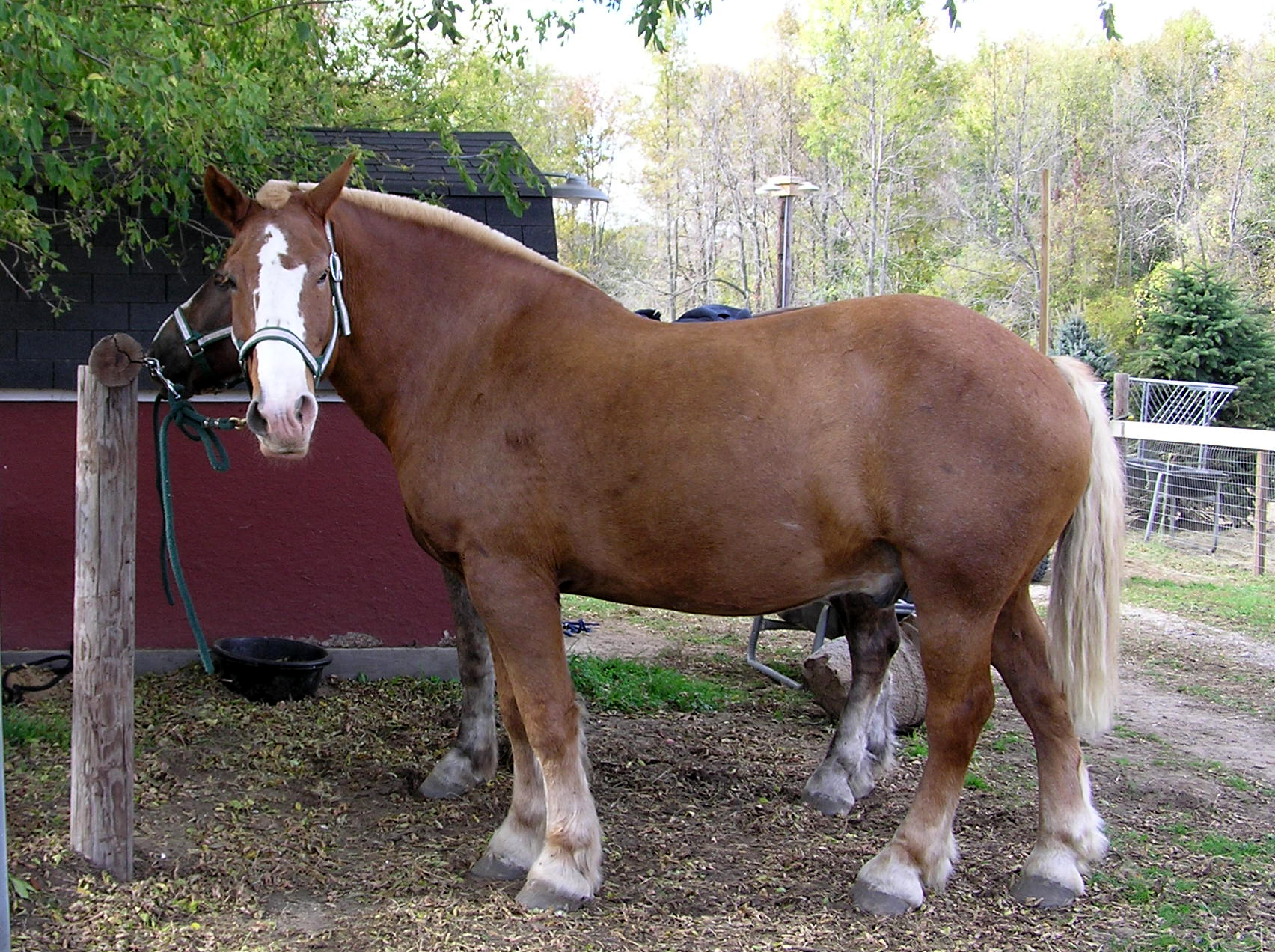
Alezan crins lavés, robe classique de la race
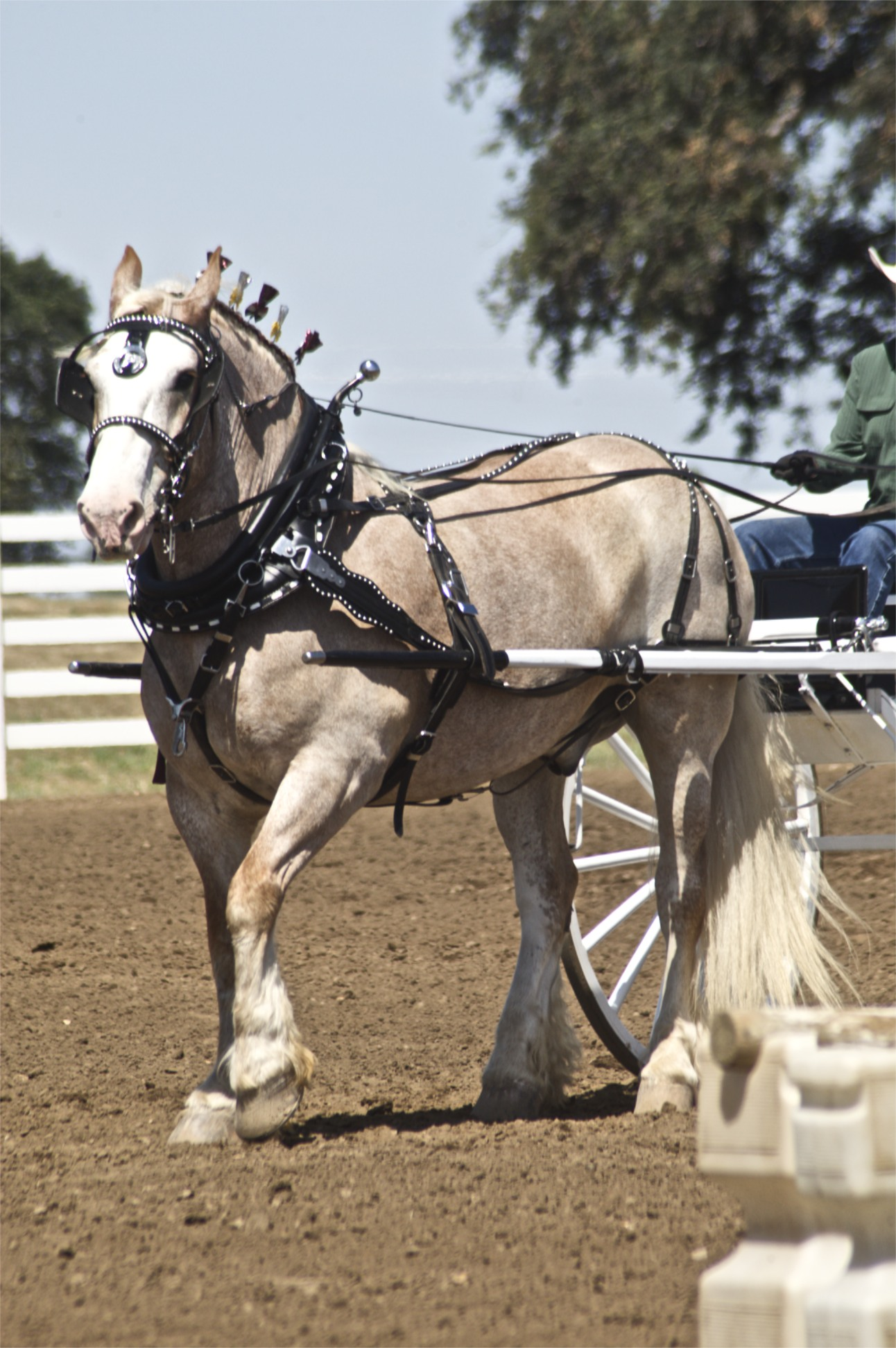
Alezan rouanné, ou aubère
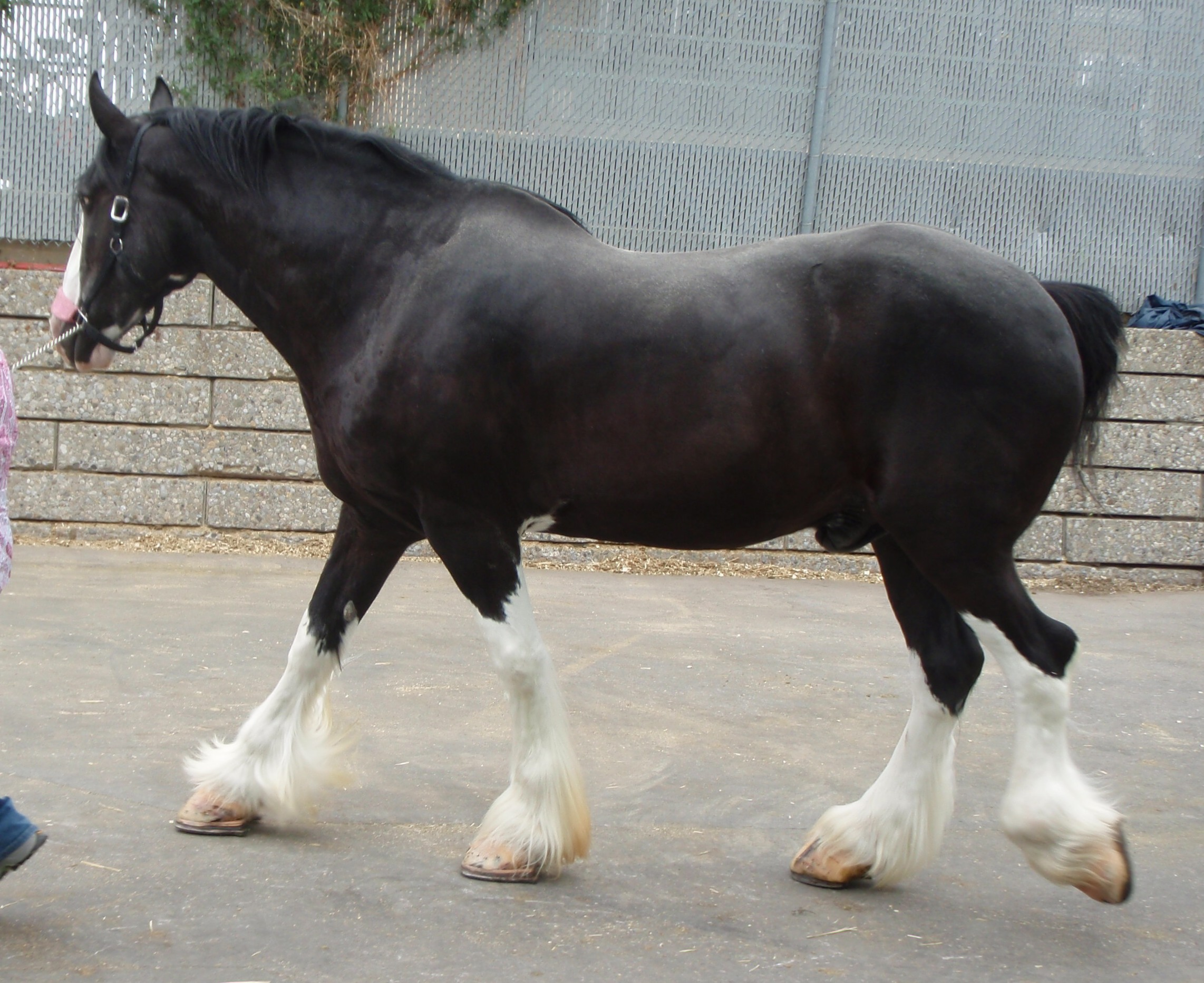
Noir

### Santé
La race américaine belge a une incidence élevée d'épidermolyse bulleuse jonctionnelle létale, une maladie génétique héréditaire qui affecte les poulains nouveau-nés, entraînant souvent la mort. Une étude menée entre 2001 et 2003 a révélé que 17,1 % des Belges testés aux États-Unis et au Canada étaient porteurs. Un test de réaction en chaîne par polymérase pour la maladie est devenu disponible en 2002 ; La Belgian Draft Horse Corp exige des tests. Les Belges américains courent également un risque de lymphœdème chronique progressif, qui provoque un gonflement du bas des jambes.

## Utilisations
Les Belges américains sont utilisés comme animaux de trait et dans les concours de traction. Ils peuvent également être présentés en exhibition ou montés

Utilisation du belge américain
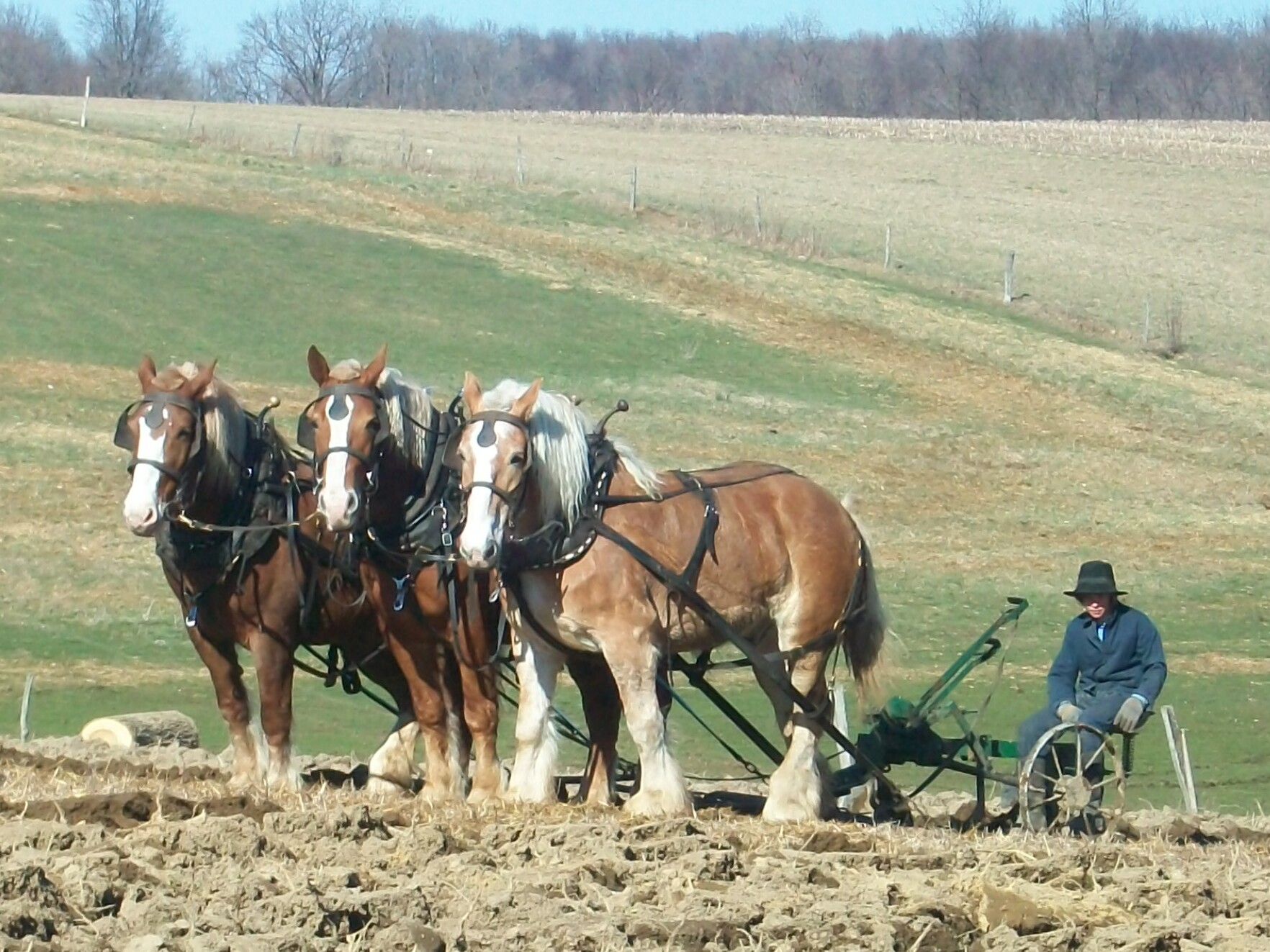
Travail
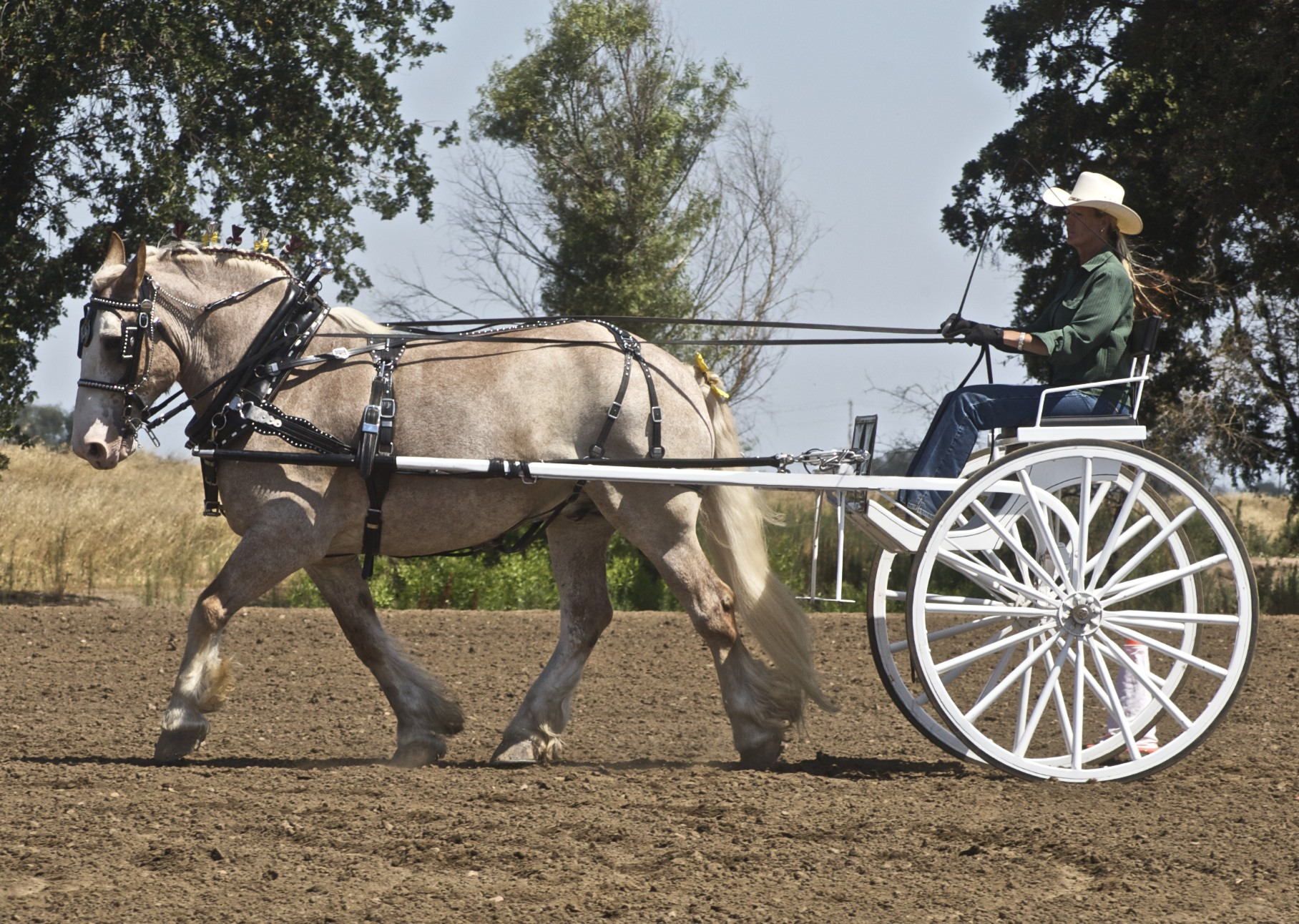
Attelage
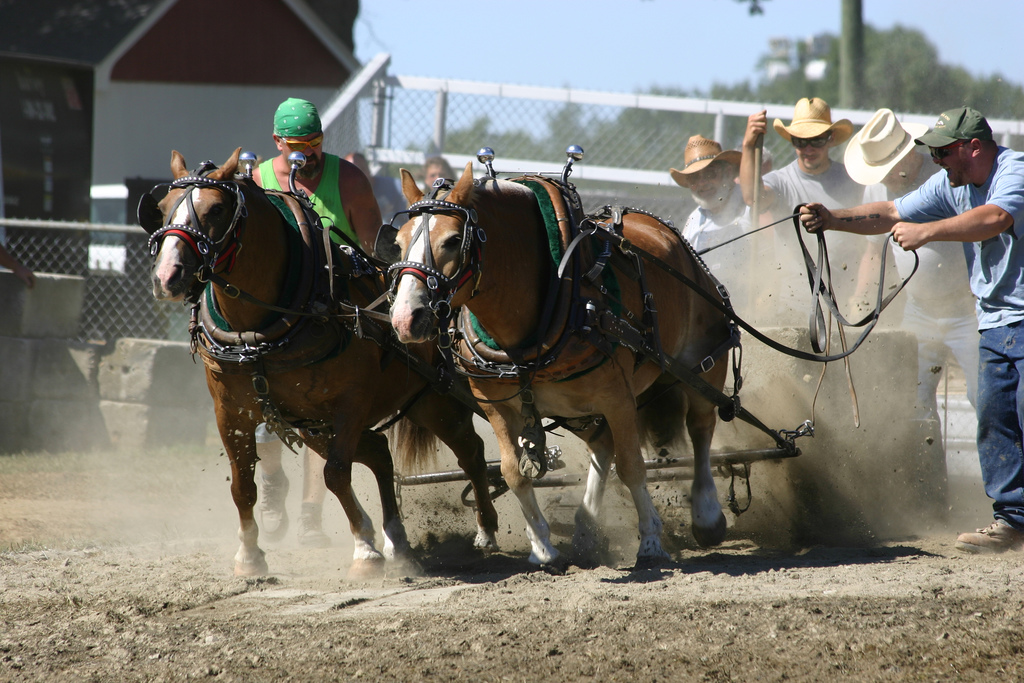
Traction lourde
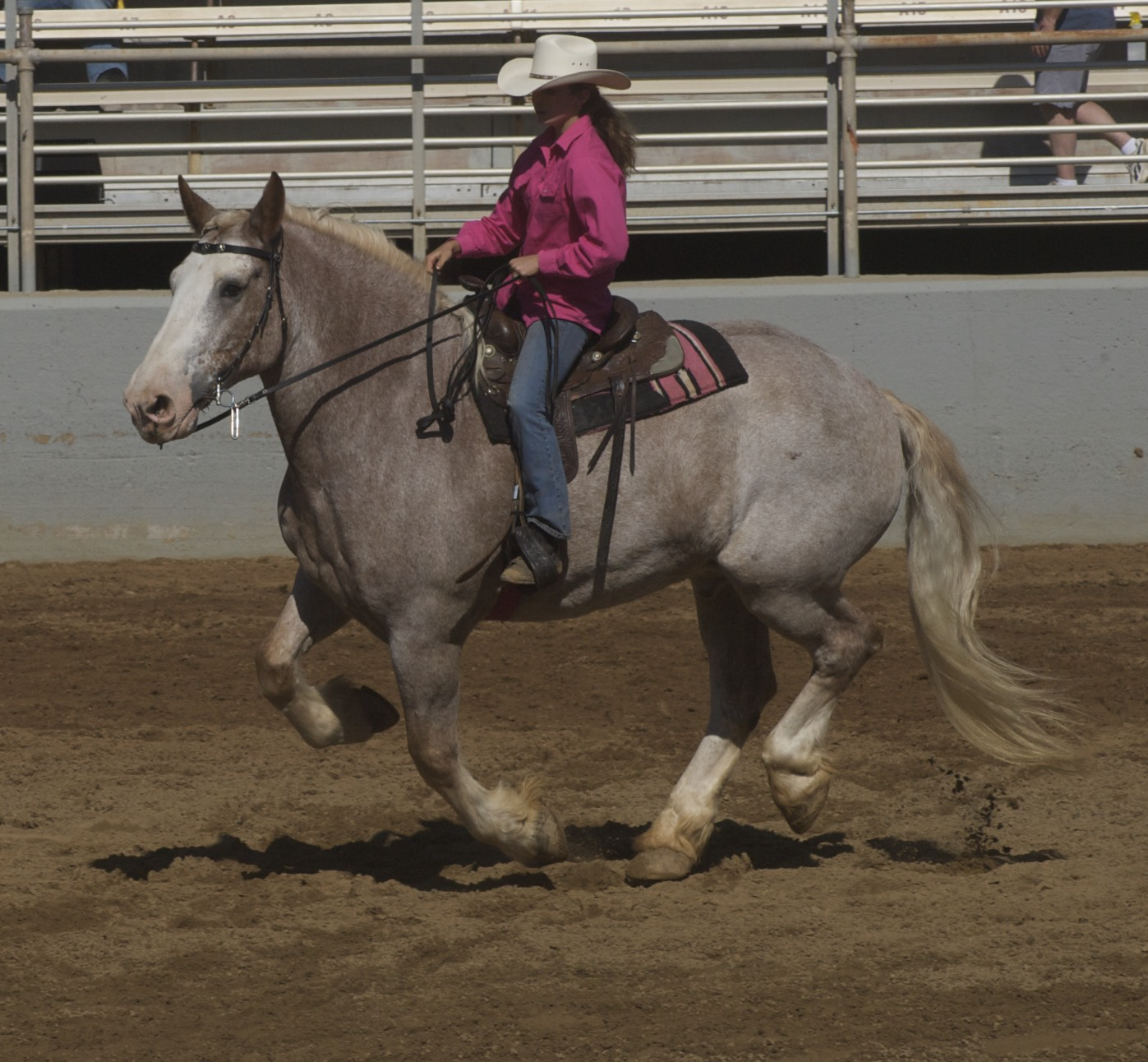
Selle

## Diffusion de l'élevage
C'est la race de chevaux de trait la plus répandue aux États-Unis. 

## Culture populaire
Dans le film américain de 1997 For Richer or Poorer (Les Sexton se mettent au vert), Brad Sexton (Tim Allen), qui se cache dans une communauté Amish avec son épouse Caroline (Kirstie Alley), se voit confier la tâche de labourer un champ avec une charrue tirée par un énorme Belgian nommé Big John. La puissance et l'entêtement du cheval, conjugués à l'incompétence de Brad, sont la source de plusieurs gags.